# Чаробни Мајк
Чаробни Мајк (енгл. Magic Mike), у биоскопима приказиван као Врели Мајк, америчка је драмедија из 2012. године. Режију потписује Стивен Содерберг, по сценарију Рида Керолина. Главне улоге тумаче Ченинг Тејтум, Алекс Петифер, Мет Бомер, Џо Манганијело и Метју Маконахи. Радња се врти око Адама, 19-годишњака који улази у свет мушког стриптиза, ког подучава Мајк Лејн, који је у том послу већ шест година.
Премијерно је приказан 29. јуна 2012. године у Лос Анђелесу, док је приказивање у биоскопима започело 29. јуна 2012. у Сједињеним Америчким Државама, односно 11. априла 2013. године у Србији. Остварио је критички и комерцијални успех. Наставак, Чаробни Мајк , приказан је 2015. године.

## Радња
Мајк има велике планове за сопствени бизнис, али своје рачуне плаћа кроз низ чудних послова, од којих најзначајнији посао стрипера у клубу чији је власник Далас, који сања о стварању „империје” стриптиз клубова.
Мајк упознаје 19-годишњег Адама, који је недавно напустио факултет у потрази за грађевинским послом. Мајк узима Адама под своје и подстиче га да почне да се скида у клубу у ком он ради. Мајк упознаје Адамову сестру, Брук. Упркос његовој повременој вези са женом по имену Џоана, Мајка привлачи Брук и обећава да ће се бринути о Адаму.
Адам све више пада под негативан утицај који носи посао стрипера, док почиње да злоупотребљава дрогу и има сексуалне односе са многим клијентима. Када Далас објави да има план да пресели њихов наступ у Мајами, Мајк се поверава Брук да је уморан од оваквог живота и да жели да добије кредит за мали бизнис како би остварио свој сан да покрене посао производње намештаја. Банка одбија његов захтев за кредит и Мајк схвата да мора да остане у овом послу да би наставио да плаћа своје рачуне. Мајк касније присуствује лудој забави у Даласовој кући, где Адам постаје део шеме коју је смислио Тобијас, ди-џеј њиховог клуба, како би продао дрогу клијентима, и на крају добија пакет екстазија. Адам почиње редовно да користи дрогу, а Мајк примећује све више Адамовог недоличног понашања, док се Брук нада да ће Мајк испунити обећање и заштити Адама.
Неколико дана касније, Мајк и Адам наступају на приватној забави у сестринској кући где Адам са собом доноси пакет дроге. На забави, Адам даје младој девојци пилулу екстазија, што је изазвало свађу између Адама и њеног дечка. Мајк и Адам су приморани да побегну без дроге, за коју Адам каже да вреди 1.000 долара. Такође не узимају новац за овај посао, што разбесни Даласа. Након наступа, Мајк и Адам узимају дрогу и одлазе у клуб. Адам повраћа и онесвести се; Брук га проналази на Мајковом поду следећег јутра. Брук се суочава са Мајком због његовог живота и прекида своје пријатељство са њим. Тобијас и његови добављачи проваљују у Мајкову кућу тражећи Адама, откривајући да дрога заправо вреди 10.000 долара. Мајк се одриче већине своје животне уштеђевине да би у потпуности исплатио Адамов дуг.
Касније, пре последњег наступа у клубу, Мајк одлучује да прекине са послом стрипера. Знајући да Далас нема лојалност ниједном од њих и да је вођен похлепом, Мајк напушта клуб. Након што је схватио да се Мајк неће вратити, Далас даје Адаму да замени Мајка као главни плесач. Мајк се вози у Брукин стан и говори јој да је престао да ради као стрипер. Она је сазнала шта је Мајк урадио за Адама и позива га да јој се придружи на доручку. Пита га шта могу да раде до јутра, а затим га пољуби.

## Улоге
- Ченинг Тејтум као Мајкл Лејн
- Алекс Петифер као Адам
- Коди Хорн као Брук
- Оливија Ман као Џоана
- Метју Маконахи као Далас
- Џо Манганијело као Ричи
- Мет Бомер као Кен
- Адам Родригез као Тито
- Кевин Неш као Тарзан
- Габријел Иглесијас као Тобијас
- Мирси Монро као Мерседес
- Камрин Грајмс као слављеница
- Рајли Кио као Нора
- Венди Маклендон Кови као Тара
- Мајкл Роарк као Рајан
- Бетси Брант као банкарка